# Sam Worthington
Samuel Henry John „Sam” Worthington (ur. 2 sierpnia 1976 w Godalming) − australijski aktor angielskiego pochodzenia.

## Życiorys

### Wczesne lata
Urodził się w Godalming, w hrabstwie Surrey, w Anglii jako syn Jeanne J. (z domu Martyn) i Ronalda W. Worthingtona, który pracował w elektrowni. Wychował się wraz z siostrą Lucindą w Rockingham w Australii. Ukończył John Curtin College of the Arts. Mając 19 lat podjął pracę jako murarz. Wspierał swoją dziewczynę podczas egzaminów do National Institute of Dramatic Arts (NIDA), lecz sam został przyjęty do szkoły, a jego dziewczyna została odrzucona. W ten sposób zakończył się ich związek.

### Kariera
Krótko po ukończeniu studiów dostał swoją pierwszą rolę sceniczną w przedstawieniu Judaszowy pocałunek (Judas Kiss) na scenie Belvoir Street Theatre.
Zaczynał od małych ról w ekranowych produkcjach takich jak Faceci w butach (Bootmen, 2000) czy Wojna Harta (Hart’s War, 2002), ale także odnosił znaczące sukcesy w rodzinnym kraju w filmie Salto (Somersault, 2004). W thrillerze zrealizowanym w oparciu o Makbeta Szekspira (2006) zagrał tytułową postać płatnego zabójcy, który za namową bezwzględnej żony, chce zgładzić szefa gangu Duncana i przejąć jego kierownictwo. Starał się o rolę w Casino Royale (2006), lecz ostatecznie Jamesa Bonda zagrał Daniel Craig.
W 2009 wystąpił w największych kasowych hitach – Avatar Jamesa Camerona jako Jake Sully – były marine sparaliżowany od pasa w dół, jeżdżący na wózku oraz Terminator: Ocalenie (Terminator Salvation) w roli pół-człowieka i pół-robota Marcusa Wrighta. W superprodukcjach o greckich bogach Starcie tytanów (Clash of the Titans, 2010) i Gniew tytanów (Wraith of Titans, 2012) wcielił się w postać Perseusza. W Człowiek na krawędzi (Man on a Ledge, 2012) zagrał byłego policjanta, który po ucieczce z aresztu stał się poszukiwanym zbiegiem i twierdzi, że jest niewinny. Potem można go było też oglądać w policyjnym thrillerze Davida Ayera Sabotaż (Sabotage, 2014) w roli agenta DEA Jamesa „Monstera” Murraya, niezależnym obrazie Cake (2014) z Jennifer Aniston, górskim dramacie Everest (2015) oraz filmie wojennym Mela Gibsona Hacksaw Ridge (2016).

## Filmografia

### Filmy
- 2000: Faceci w butach (Bootmen) jako Mitchell
- 2001: A Matter of Life jako Bohater
- 2002: Szemrany interes (Dirty Deeds) jako Darcy
- 2002: Wojna Harta (Hart’s War) jako kapral B.J. 'Depot' Guidry
- 2003: Wyrównanie rachunków (Gettin' Square) jako Barry Wirth
- 2004: Thunderstruck jako Ronnie
- 2004: Blue Poles jako Miles
- 2004: Salto (Somersault) jako Joe
- 2005: Fink! jako Able
- 2005: VI Batalion (The Great Raid) jako kpr. Lucas
- 2006: Macbeth jako Makbet
- 2007: Zabójca (Rogue) jako Neil
- 2009: Avatar jako Jake Sully
- 2009: Terminator: Ocalenie (Terminator Salvation) jako Marcus Wright
- 2010: Zeszłej nocy (Last Night) jako Michael Reed
- 2010: Starcie tytanów (Clash of the Titans) jako Perseusz
- 2011: Dług jako David Peretz
- 2012: Gniew tytanów (Wraith of Titans) jako Perseusz
- 2012: Człowiek na krawędzi (Man on a Ledge) jako Nick Cassidy
- 2014: Sabotaż jako James „Monster” Murray
- 2015: Everest jako Guy Cotter
- 2016: Przełęcz ocalonych (Hacksaw Ridge) jako kpt. Glover
- 2017: Pakt z mordercą (The Hunter's Prayer) jako Stephen Lucas
- 2017: Chata (The Shack) jako Mack Phillips
- 2018: The Titan jako Rick  Janssen
- 2019: Trauma (Fractured) jako Ray Monroe
- 2022: Avatar: Istota wody jako Jake Sully

### Seriale telewizyjne
- 2000: Blue Heelers jako Shane Donovan
- 2000: Water Rats jako Phillip Champion
- 2000: JAG – Wojskowe Biuro Śledcze (JAG) jako Dunsmore
- 2004–2005: Love My Way jako Howard Light
- 2005: The Surgeon jako dr Sam Dash
- 2006: Two Twisted jako Gus Rogers

### Inne
- 2004: Enzo Reżyser
- 2004: Enzo Scenarzysta
- 2004: Enzo Kompozytor
- 2004: Enzo Operator